# Sputnik 2
Sputnik 2 (rusko Спутник-2, Sopotnik 2) je bil drugo vesoljsko plovilo, izstreljeno v Zemljino orbito, 3. novembra 1957. Bil je tudi prvo plovilo, ki je imelo na krovu živo bitje, psičko Lajko. Sputnik 2 je bil 4 metre visoka kapsula v obliki stožca s premerom osnovne ploskve 2 metra. V kapsuli se je nahajalo veliko merilnih instrumentov, ki so beležili Lajkino obnašanje, pa tudi podatke, kot je temperatura in radioaktivno sevanje. 
Po 162 dneh je Sputnik 2 zgorel ob ponovnem vstopu v atmosfero. Lajka je poginila že po nekaj urah, zaradi stresa in pregretja.